# Juan Manuel Frutos
Juan Manuel Frutos Escurra (* 12. Juni 1879 in Asunción; † 15. April 1960 ebenda) war ein paraguayischer Journalist, Richter und Politiker der Partido Colorado, der unter anderem 1948 vorübergehend Präsident von Paraguay war.

## Leben
Frutos, Neffe des von 1902 bis 1904 regierenden Präsidenten Juan Antonio Escurra, begann 1895 ein Studium der Wissenschaften und Literatur am Colegio Nacional de la Capital Gral. Bernardino Caballero, das er 1901 abschloss. Danach setzte er ein postgraduales Studium der Rechts- und Sozialwissenschaften an der Universidad Nacional de Asunción (UNA) fort und erwarb 1912 einen Doktor mit der Dissertation Del interdicto de retener la posesión. Daneben war er Mitarbeiter des öffentlichen Dienstes und verfasste als Journalist Artikel für Zeitungen und Zeitschriften wie ¡Luchad!, General Caballero, El Sufragio und El Colegiado.
Nach dem Tode von Juan León Mallorquín wurde Frutos am 12. Juli 1947 dessen Nachfolger als Präsident des Obersten Gerichtshofes (Corte Suprema de Justicia de Paraguay) und bekleidete dieses Amt bis zu seinem Rücktritt im November 1949. Nachdem der bisherige Präsident Higinio Morínigo am 3. Juni 1948 zum Rücktritt gezwungen wurde, übernahm er als dessen Nachfolger vorübergehend das Amt des Präsidenten von Paraguay. Am 15. August 1948 übergab er dieses an Juan Natalicio González.
Ihm zu Ehren wurde der Distrikt Doctor Juan Manuel Frutos im Departamento Caaguazú entlang der Ruta 7 benannt. Sein gleichnamiger Sohn Juan Manuel Frutos war als Direktor des 1963 gegründeten Instituto de Bienestar Rural Mitverantwortlicher für Landreformen in Paraguay während der Diktatur von General Alfredo Stroessner.
| Vorgänger        | Amt                      | Nachfolger              |
| ---------------- | ------------------------ | ----------------------- |
| Higinio Morínigo | Präsident Paraguays 1948 | Juan Natalicio González |

| Personendaten    | Personendaten                                    |
| ---------------- | ------------------------------------------------ |
| NAME             | Frutos, Juan Manuel                              |
| ALTERNATIVNAMEN  | Frutos Escurra, Juan Manuel (vollständiger Name) |
| KURZBESCHREIBUNG | paraguayischer Journalist, Richter und Politiker |
| GEBURTSDATUM     | 12. Juni 1879                                    |
| GEBURTSORT       | Asunción                                         |
| STERBEDATUM      | 15. April 1960                                   |
| STERBEORT        | Asunción                                         |